# Aethioplitops simpligena
Aethioplitops simpligena là một loài tò vò trong họ Ichneumonidae.